# نمای دقت تجمعی

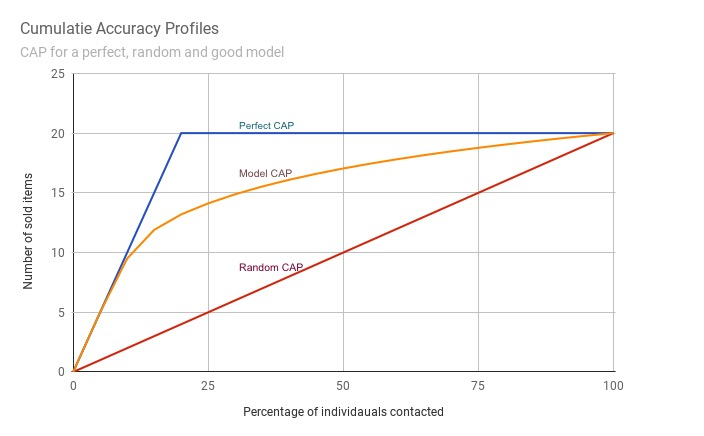
نمای CAP برای مدل کامل، خوب و تصادفی پیش‌بینی تعداد مشتریان خریدار از یک جامعه ۱۰۰ نفری است.

در علوم داده از نمای دقت تجمعی (CAP) برای نمایش میزان قدرت جداسازی (تمیز) یک مدل استفاده می‌شود. CAP یک مدل نشان دهنده تعداد تجمعی نتایج مثبت در امتداد محور y در مقابل تعداد تجمعی یک پارامتر طبقه‌بندی در امتداد محور x می‌باشد. CAP با مشخصه عامل گیرنده (ROC) فرق دارد، زیرا ROC نرخ واقعی مثبت را در برابر نرخ مثبت کاذب نمایش می‌دهد.

## برای مثال
فرض کنید شما یک فروشنده لباس هستید. فروشگاهتان در مجموع ۱۰۰٬۰۰۰ مشتری دارد که ما آن را در محور افقی قرار می دهیم. بر اساس مشاهدات شما، هر بار که معامله ای را به مشتریان خود پیشنهاد می دهید، ۱۰٪ آن ها پاسخ مثبت می دهند و محصول را می خرند و این بدان معناست که ۱۰٪ از کل (۱۰٬۰۰۰) بر محور عمودی قرار می گیرد. حالا ما پیشنهادی داریم که می خواهیم ارائه دهیم و می خواهیم خطی را روی نمودار رسم کنیم که نشان دهنده انتخاب تصادفی باشد. شیب این خط برابر با 10٪ است که معادل مقدار پاسخ مثبتی است که از قبل می دانیم به‌طور متوسط به یک پیشنهاد داده می شود. حالا سؤال این است که چگونه مشتریان خود را انتخاب کنیم؟ ابتدا، یک مدل بخش بندی مشتریان می سازیم. این مدل پیش بینی خواهد کرد که آیا مشتریان محصول را خریداری خواهند کرد یا نه. این یک فرایند بسیار ساده است. این همان چیزی است که چون خریداری شده نیز یک متغیر دودویی بله یا نه است. ما همچنین می توانیم همان آزمایش را اجرا کنیم و می توانیم یک گروه از مشتریان را قبل از ارسال پیشنهاد و سپس نگاه کردن به عقب و ببینید که چه کسی خریداری شده که آیا مرد یا زن، که کشور آنها در چه سنی عمدتا آنها در حال دیدن سایت در تلفن همراه بودند آنها در حال دیدن سایت از طریق یک کامپیوتر و همه این عوامل ما می توانیم آنها را در نظر بگیرند آنها را به رگرسیون لجستیک قرار داده و گرفتن یک مدل است که به ما کمک خواهد کرد ارزیابی احتمال خرید انواع خاصی از مشتریان بر اساس ویژگی های خود و یا وضعیت جمعیت شناسی عمومی و ویژگی های دیگر.